# Confortatore spirituale
Il confortatore spirituale ha il compito di preparare alla "buona morte" il condannato alla pena capitale. 
A partire dal XV secolo sorsero varie confraternite religiose con l'incarico di assistere i condannati a morte fino ai loro ultimi momenti. Nel giorno dell'esecuzione, i confratelli avevano il compito di confessare e comunicare il condannato, somministrargli l'ultimo pasto ed aiutarlo nella toletta (anche il taglio dei capelli se costui doveva essere decapitato).  
Il condannato veniva quindi fatto uscire dalla cella ed accompagnato ferrato al patibolo lungo le strade della città mentre i confratelli lo seguivano in preghiera.
Consegnato il condannato al boia, i confratelli raccoglievano le elemosine in cassette di zinco con l'immagine di San Giovanni decollato chiamate bussole. Dopo l'esecuzione, le confraternite avevano l'incarico di prelevare il cadavere e di provvederne alla sepoltura nelle fosse comuni.

## Confortatori spirituali
- San Filippo Neri